# Libéralisme
Pour les articles homonymes, voir Libéralisme (homonymie).
« Libéraux » redirige ici. Pour l’article homophone, voir Libero.
 (décembre 2022).
Si vous disposez d'ouvrages ou d'articles de référence ou si vous connaissez des sites web de qualité traitant du thème abordé ici, merci de compléter l'article en donnant les références utiles à sa vérifiabilité et en les liant à la section « Notes et références ».

La Liberté guidant le peuple d'Eugène Delacroix (1830).

Le libéralisme est un courant de pensée qui prône la défense des droits individuels, subjectifs (isonomie, liberté, sécurité, propriété), dans la lignée de John Locke, au nom d'une vision fondée sur l'individu et la coopération volontaire entre les humains.
Emmanuel Kant ajoute à cette définition que la plus haute valeur observée dans un état de droit est la dignité de la personne humaine ; celle-ci a le potentiel d'être autonome, d'être libre d'agir et de choisir ses propres fins. Cette conception spiritualiste et idéaliste du libéralisme (dualisme ou idéalisme absolu) prévaudra en Europe. Le libéralisme tel que défini par Locke est plus empiriste, tandis que le libéralisme de Kant est plus idéaliste (déontologie, discipline de la volonté). Ainsi, la pensée libérale repose sur le principe de la responsabilité morale, de l'universalisme des Lumières, du libre arbitre et s'oppose aux doctrines matérialistes (marxisme, utilitarisme, hédonisme, réductionnisme, scientisme, biologisme, posthumanisme…) et planistes,,,.
Les libéraux estiment que les êtres humains, êtres rationnels, perfectibles et libres, possèdent des droits fondamentaux qu'aucun pouvoir n'a le droit de violer.
Au sens large, le libéralisme prône une société fondée sur la liberté d'expression des individus dans le respect du droit, du pluralisme et du libre échange des idées.
Au libéralisme classique, fondé davantage sur la liberté en tant que droit négatif (protection contre la coercition directe du souverain), s'oppose parfois le libéralisme social, fondé sur la liberté en tant que droit positif (protection exigée du souverain contre la misère matérielle ou la pression morale communautaire, quitte à accorder au souverain un droit de coercition sociale à cette fin). Ainsi le libéralisme peut se manifester de diverses façons, parfois opposées. Le libéral peut être suivant le cas celui qui exige de l'État qu'il brise un traditionalisme religieux ou social oppresseur pour l'individu (caste, statuts, discriminations et privilèges…), celui qui défend la liberté de pratiquer une religion ou une tradition, celui qui demande que l'État intervienne pour redonner une véritable capacité d'action économique (bridée par un monopole, la pauvreté, le manque d'éducation, de crédit ou autre), ou encore celui qui s'oppose à l'intervention du pouvoir (dans le respect de l'initiative privée, de la libre concurrence, de l’égalité de traitement…).
Les limites à fixer à l'action de l'État, ainsi que les modalités de l'action publique, notamment aux rôles respectifs de l'action administrative et de la loi, sont donc sujets à débat au sein même du libéralisme. La plupart des libéraux considèrent que l'action de l'État est nécessaire à la protection des libertés individuelles, dans le cadre de ses fonctions régaliennes, et nombre d'entre eux (comme Adam Smith, Raymond Aron, Karl Popper ou Benedetto Croce) acceptent et même recommandent certaines interventions de l'État dans l'économie, notamment en matière de contrôle et de régulation. À l'opposé, les libertariens de tendance anarcho-capitaliste refusent à l'État toute légitimité dans quelque domaine que ce soit.
La « glorieuse révolution » anglaise de 1688, la révolution américaine et la révolution française de 1789 sont en partie les conséquences concrètes de réflexions libérales sur le plan politique.
Les penseurs libéraux se réclament de l'héritage de la pensée antique et médiévale. Néanmoins, c'est à partir des XVIIe – XVIIIe siècles que le libéralisme se développe autour de certains penseurs, dont Locke, Montesquieu, Turgot, Kant et Adam Smith.

## Concepts centraux

### Origine et usage moderne du terme

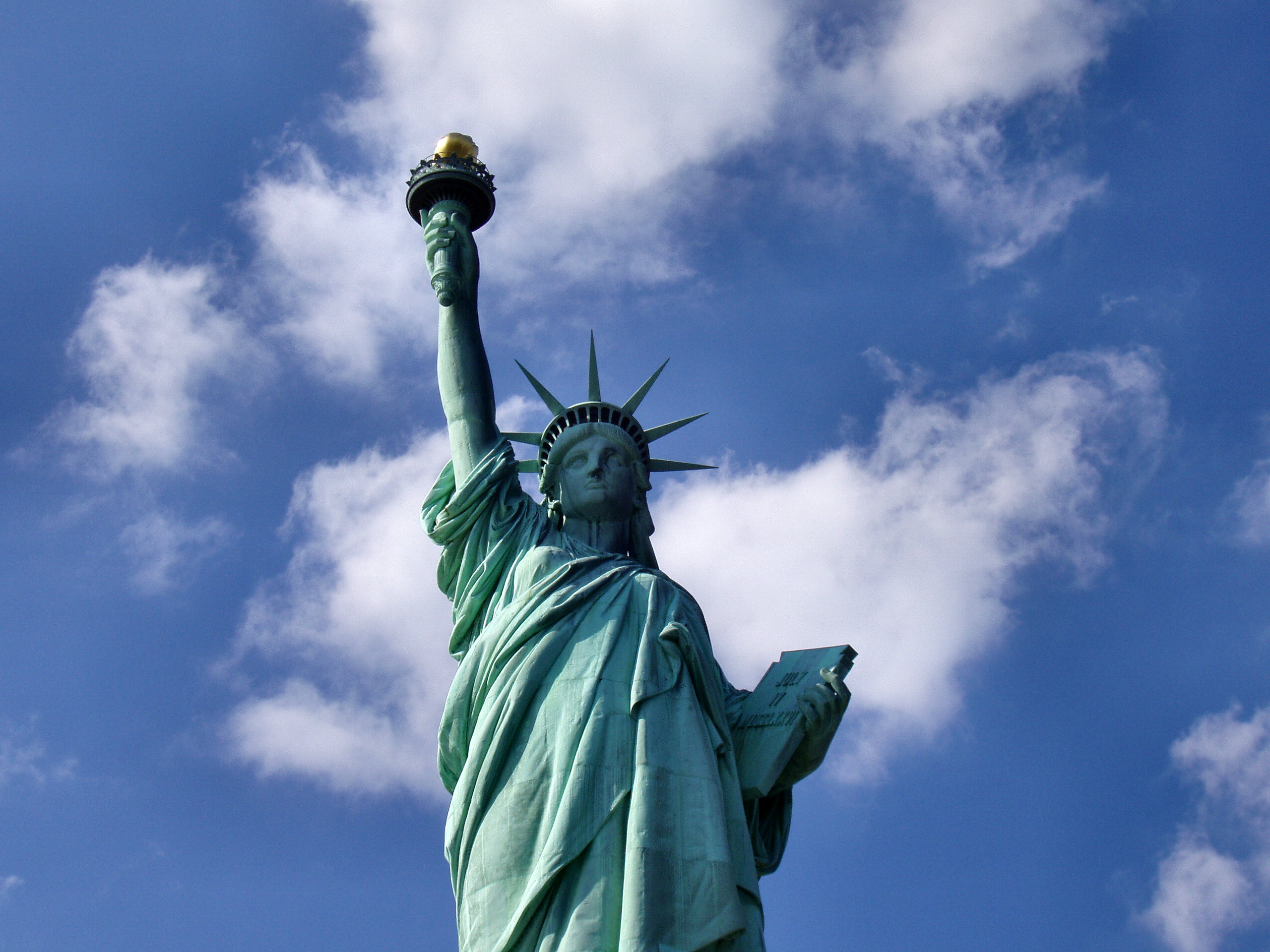
La statue de la Liberté à New York.

L'adjectif libéral existait avant le néologisme libéralisme. Le terme libéral désignait auparavant notamment les arts libéraux. Le néologisme libéralisme est forgé par un parti des libéraux au Parlement en Espagne en 1812. Le mot libéralisme fait dans la langue française son apparition au début du XIXe siècle. On le trouve sous la plume de Maine de Biran dès 1818 qui le définit comme « une doctrine favorable au développement des libertés ». Le mot entre en 1823 dans le Dictionnaire universel de la langue française ou dans le lexique de Pierre-Claude-Victor Boiste.
En Europe, le libéralisme désigne un courant de pensée centriste ou de centre droit alors qu'aux États-Unis, le mot liberal renvoie aux partis de gauche et progressistes. Les libéraux défendent des idées progressistes : la démocratie, le droit et le marché vont pacifier les mœurs et améliorer les sociétés humaines.
Les libéraux sont, avec les socialistes, des héritiers des Lumières et partagent leur optimisme anthropologique ; cela les place à la gauche ou au centre de l'échiquier politique. La liberté étant considérée comme synonyme de l'égalité de droit, les libéraux mettent alors l'accent sur la liberté de mœurs et les droits civils. En économie notamment, le qualificatif « libéral » sert à désigner une personne favorable à la liberté d'entreprendre, à la protection de la propriété et à la limitation du poids de l'État. Les personnes qualifiées de néolibéraux sont des néoclassiques, dont les représentants les plus célèbres sont notamment Friedman.

### Le droit naturel, fondement du libéralisme

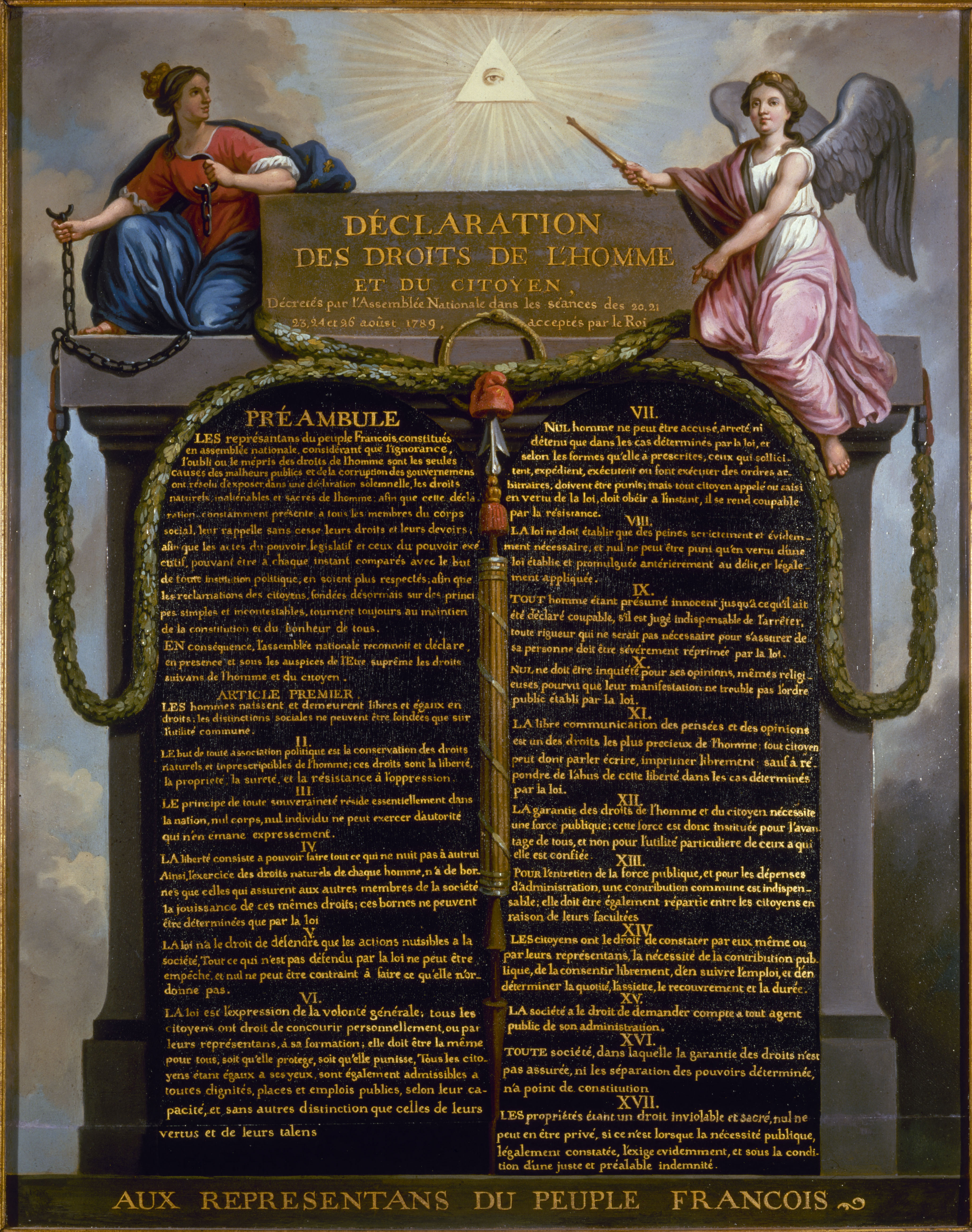
Déclaration des droits de l'homme et du citoyen, interprétée comme un rappel du droit naturel.

Le fondement de la pensée libérale repose sur le droit et en particulier sur le droit naturel. Selon cette théorie, chaque être humain est seul maître de lui-même et possède des droits fondamentaux et inaliénables qui découlent de sa simple existence et inhérents à la nature humaine, indépendamment des structures sociales dans lesquelles il est inséré. Ces droits sont le droit à la liberté d'expression, la liberté de circulation, le droit à la propriété privée, la liberté de réunion ou de choisir son métier. Du droit à la vie découlent le droit de légitime défense contre toute agression, le droit à la sûreté et le droit de résistance à l’oppression.
La satisfaction et l'expression libre de l'intérêt de chacun permet une société qui valorise les meilleures adaptations. Elle doit joindre, d'une part, dans le domaine économique, l'initiative privée, la libre concurrence et son corollaire l'économie de marché, et d'autre part, dans le domaine politique, des pouvoirs politiques encadrés par la loi librement débattue, et des contre-pouvoirs. Cela suppose idéalement un état de droit où sont respectées les minorités jusqu'à la plus petite, l'individu ; l'État n'étant que le garant de ce respect et devant rendre des comptes de son action. Cette position théorique implique le respect du pluralisme et une adaptation aux évolutions sociales.
En conséquence, les libéraux veulent limiter les obligations sociales imposées par le pouvoir et plus généralement le système social au profit du libre choix de chaque individu. Le libéralisme repose sur un précepte moral qui s'oppose à l'assujettissement, d'où découlent une philosophie et une organisation de la vie en société permettant à chaque individu de jouir d'un maximum de liberté, notamment en matière économique. De fait, si les libéraux ne sont pas moralement relativistes, la répression leur semble préférable à la prévention dans le traitement du crime, et ce, en dehors de tout calcul utilitaire et d'intérêt ; la moralité suppose la dignité humaine, donc la liberté reste la règle (Hegel, Principes de la philosophie du droit, §100-104). Pour les libéraux, la dichotomie entre « libéralisme économique » et « libéralisme politique » est artificielle, elle permet de définir plus précisément ce qu’est la liberté appliquée à des domaines différents.
La définition de la liberté individuelle est celle de l'article 4 de la Déclaration des droits de l'homme et du citoyen de 1789 :

« La liberté consiste à pouvoir faire tout ce qui ne nuit pas à autrui : ainsi, l'exercice des droits naturels de chaque homme n'a de bornes que celles qui assurent aux autres membres de la société la jouissance de ces mêmes droits. »

Certains philosophes des Lumières la définissent ainsi :

« La liberté est l'autorisation de n'obéir à aucune autre loi extérieure que celles auxquelles j'ai pu donner mon assentiment. »

— Kant, note de la 2e section de Vers la paix perpétuelle
La liberté se traduit par le droit pour chacun d'agir comme il le décide afin de poursuivre ses objectifs propres par ses moyens propres, d'échanger, de s’associer et de contracter librement, de s'exprimer librement et de choisir librement ses sources d’information.
Le droit de propriété est le droit pour chaque individu de disposer à sa guise du fruit de son activité et des richesses qu'il a créées ou acquises de façon légitime, ainsi que de s’approprier toute chose (par exemple l’espace qu’il occupe) qui n'est pas déjà la propriété d'un autre individu. Ces droits ont un caractère universel, ce qui fonde l’égalité en droit.
La thèse libérale et moderne des droits naturels est largement développée par John Locke, puis surtout par Emmanuel Kant. De cette théorie est issue la conception moderne des droits de l'homme qui a fourni historiquement une partie de la justification idéologique de la révolution américaine et de la Révolution française.
Cependant, la théorie des droits naturels a été vigoureusement contestée par Jeremy Bentham et John Stuart Mill. Selon ces deux auteurs, les principes du libéralisme ne ressortent pas au respect de droits naturels dont Bentham et Mill nient par ailleurs l'existence, mais à la contribution de la liberté à notre bonheur. Dans la logique utilitariste, une société heureuse est une société libre où chacun vit comme il l'entend tant que cela ne nuit pas à autrui (Bentham, Beccaria, Helvetius…). Toutefois, la liberté humaine est considérée comme un moyen en vue de poursuivre une fin supérieure : le bonheur collectif et matériel. C'est le principe de non-nuisance développé par J.S. Mill dans son De la liberté. L'utilitariste pense donc que les sociétés libérales sont celles qui maximisent notre bonheur.
On voit dès lors où se situe la différence entre l'école libérale des droits naturels dont Kant est un des représentants les plus marquants, et le libéralisme utilitariste. L'utilitarisme admettra par exemple le sacrifice de certains au bonheur du plus grand nombre tandis que le libéralisme d'obédience kantienne (la déontologie) tiendra la dignité humaine pour sacrée puisque le respect absolu de la personne humaine est exigée par la raison pure. La question se pose alors de savoir si une démocratie libérale a le droit d'enrôler ses citoyens lorsqu'elle est en danger. Faute d'envisager des cas tels que la guerre, la théorie libérale des droits naturels s'interdit de penser le rôle de l'État (dont la version extrême libertarienne conteste du reste la légitimité) dans les relations internationales.
Inversement, l'utilitarisme libéral peut courir le danger de justifier les raisonnements du type « la fin justifie les moyens ». Jusqu'où a-t-on le droit de sacrifier le bonheur de certains au bonheur du plus grand nombre ? Ou bien encore : y a-t-il place pour l'eugénisme dans une société libérale ?

### Conséquence éthique
La morale libérale peut se résumer par un seul précepte : « Tu ne violeras pas les droits naturels d’un autre être humain ». Elle laisse chacun libre de choisir ses propres fins, ses propres moyens, dans la mesure où il n’empêche pas les autres d’en faire autant.
Réciproquement, ces droits impliquent des obligations qui forment le noyau d'une morale personnelle et exigeante (Kant, Critique de la raison pratique). Ils impliquent, au nom de la dignité humaine, l’interdiction de toute agression contre l’intégrité de la personne, du meurtre, du vol et de l’esclavage sous toutes leurs formes, et de toute forme de dictature. Ils commandent la tolérance à l'égard des idées, des croyances et des actes d'autrui.
À part cela, le libéralisme ne prescrit aucun comportement particulier au niveau individuel. Il considère que les religions sont hors de son domaine. De manière plus générale, il se borne à interdire, sauf cas de force majeure, l’usage de la contrainte en matière religieuse, politique et économique. La notion de responsabilité, inséparable de la liberté et de la propriété, suppose que chaque personne doit supporter les conséquences de ses actions, bonnes ou mauvaises, en son âme et conscience. La conscience morale est justement la condition de la liberté et de perfectibilité humaine : si la morale était relative ou inexistante, alors autrui pourrait légitimement se rendre maître de nos actions, nous imposer ses vues et donc, restreindre notre liberté (un peu comme le ferait un parent envers son enfant). C'est aussi une composante de la sûreté d'autrui.
La notion de liberté est liée à celle d'égalité en droit : la liberté des autres implique de leur reconnaître les mêmes droits que ceux qu'on s'accorde. Pour les libéraux, tous les êtres humains doivent être traités comme des égaux quelles que soient leurs différences.
Le libéralisme n'est pas l'anomie ou l'immoralisme entendus comme absence de règles de droits. Le droit est formé d’une part par le droit naturel, et d’autre part par le droit positif qui est le produit des contrats passés entre les individus.

### Droit naturel, fondement du droit positif
Un droit naturel se distingue d'un droit positif en ce qu'il ne découle pas d'une définition législative. « Personnalité, Liberté, Propriété […] sont antérieures et supérieures à toute législation humaine. » (Bastiat)
Le droit positif se distingue du droit naturel. Il est l'ensemble des règles et normes législatives établies par les êtres humains. Or, selon la théorie libérale du droit naturel, le droit positif doit s'appuyer sur les principes du droit naturel. Cela signifie que les lois doivent respecter les droits fondamentaux et naturels des individus.
Hegel explique que le droit naturel est abstrait. Il s'agit dès lors, de donner une réalité matérielle au droit.
Les positivistes rejettent cependant cette conception libérale des droits fondamentaux.
Les libéraux classiques se méfient de l'État et font davantage confiance aux corps intermédiaires.

### Théorie libérale de l'État

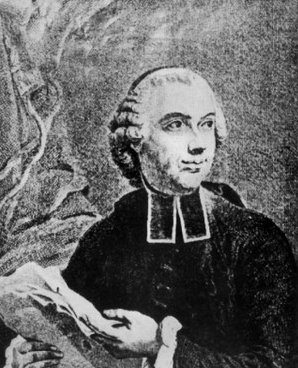
Étienne Bonnot de Condillac est le précurseur du libéralisme économique.

Deux positions coexistent dans la tradition classique. À la suite d’Adam Smith, l’école classique britannique (Smith, Malthus, Ricardo, Stuart Mill) légitime une certaine intervention de l'État dans la sphère économique en lui assignant d'abord trois devoirs :

« Le souverain n'a que trois devoirs à remplir […]. Le premier, c'est de défendre la société de tout acte de violence ou d'invasion de la part d'autres sociétés indépendantes […]. Le deuxième, c'est de devoir protéger, autant qu'il est possible, chaque membre de la société contre l'injustice ou l'oppression de tout autre membre, ou bien le devoir d'établir une administration exacte de la justice […]. Et le troisième, c'est le devoir d'ériger ou d'entretenir certains ouvrages publics et certaines institutions que l'intérêt privé d'un particulier ou de quelques particuliers ne pourrait jamais les porter à ériger ou à entretenir, parce que jamais le profit n'en rembourserait la dépense à un particulier ou à quelques particuliers, quoiqu'à l'égard d'une grande société ce profit fasse plus que rembourser les dépenses »

— Recherches sur la nature et les causes de la richesse des nations, Livre IV, chap. IX
Au fil de la Richesse des nations, Adam Smith ajoute d'autres prérogatives à l'État. Il prévient que la « main invisible » n'intervient que dans des situations de concurrence, comme dans le petit artisanat, et avertit que, pour leur part, les industriels conspirent toujours ensemble afin de faire monter les prix. L'État a donc le devoir de sauvegarder les conditions de la concurrence contre les capitalistes. Enfin, certaines activités de l'industrie ont des effets non souhaitables (principe des externalités) : la division du travail abrutit les hommes ; et il faut souhaiter que l'État prenne en charge ces désagréments, en assurant l'éducation de la population par exemple.
Pour les classiques français (Turgot, Condillac, Say), le libéralisme économique est essentiellement l’application de la philosophie libérale aux actes économiques : l'économie n'est qu'un des domaines de l'activité humaine où l'État n'a pas de légitimité à intervenir autrement que comme un acteur économique sans privilèges particuliers, et dans le plus petit nombre de domaines possible : la protection des citoyens, l'exécution de la justice et la défense contre d'éventuels agresseurs. Ils jugent inutile et dangereuse toute intervention supplémentaire, considérant d'une part que l'initiative privée, informée par le marché, est à même de suppléer avantageusement la plupart des fonctions de l'État, et, d'autre part, que l'extension de la sphère d'intervention de l'État conduit à une croissance non maîtrisée de la sphère publique au détriment de l'initiative privée, à des inefficacités chroniques, et même à des dérives totalitaires.
À cette forme du libéralisme classique, l’École autrichienne ajoute l'idée que tout accord librement consenti ou ensemble d'échanges librement consentis augmente la satisfaction des participants telle que perçue par chacun d'entre eux, car s’il en était autrement, celui qui se sentirait lésé refuserait cet accord qui n’aurait donc pas lieu. La liberté d’échanger et d’entreprendre est vue par ces auteurs à la fois comme un cas particulier du principe philosophique de liberté, donc un impératif moral qui s’impose indépendamment de ses conséquences, et comme un moyen qui conduit le plus probablement à la plus grande satisfaction générale.
La vision conséquentialiste du rôle de l'État est devenue prédominante de nos jours avec la conception néoclassique (une branche du néolibéralisme), qui voit dans la liberté des échanges un moyen d’arriver à un optimum économique. Pour certains néoclassiques, l’État doit alors faciliter l'enrichissement des citoyens, jouer un rôle primordial en tant qu'arbitre des échanges économiques, assurer le respect de l'exécution des contrats, encadrer les échanges marchands par une législation adaptée afin de corriger les défaillances du marché, gérer les biens publics, ouvrir des voies commerciales, etc. D'autres néoclassiques arrivent à la conclusion d'une nuisance générale des ingérences de l'État.
De même, le keynésianisme ou les diverses formes du « libéralisme de gauche », tout en se réclamant du libéralisme, recommandent une intervention « raisonnable » et limitée de l’État dans l’économie pour assurer le plein emploi, la stabilité économique et la croissance ; mais aussi pour mettre en place un « plancher » sous la société libérale afin d'aider les plus démunis, tout en gardant à l'esprit qu'il importe d'interférer le moins possible avec les libertés économiques et politiques fondamentales. Pour Noam Chomsky, au-delà de la vision traditionnelle du libéralisme comme volonté de limiter les fonctions de l'État, « à un niveau plus profond, la vision libérale classique est issue d'une conception précise de la nature humaine, qui met l'accent sur l'importance de la diversité et de la libre création. Cette conception s'oppose donc fondamentalement au capitalisme industriel, qui se caractérise par son esclavage salarial, son travail aliénant et ses principes hiérarchiques et autoritaires d'organisation sociale et économique ».
Le libéralisme considère que l’institution de l’État est nécessaire pour faire respecter l’interdiction de la violence. Chacun doit renoncer à utiliser la violence, selon le principe fondamental de responsabilité individuelle, et en confier à l’État le monopole, au service de la protection de chacun contre tous les autres.
L’État étant une organisation humaine, les libéraux classiques (Whigs, Girondins) pensent que le risque que les hommes qui le composent abusent de ce monopole de la violence est permanent. En même temps qu’il est le garant des libertés, l’État est donc perçu comme la plus grave menace pour ces mêmes libertés. Lui accorder « le monopole de la violence légitime » (Max Weber) a pour contrepartie nécessaire de limiter son domaine d’action de façon rigoureuse.
Pour les héritiers des libéraux classiques, les seules fonctions légitimes de l’État sont celles qui assurent la protection du citoyen : police, justice, diplomatie et défense nationale. Ces fonctions forment l’État minimal limité à ses fonctions dites régaliennes. Dans l’exercice de ces fonctions, l’État doit être soumis aux mêmes lois que les citoyens (le droit commun), et ne pas faire de lois qu’il ne s’appliquerait pas à lui-même (le droit administratif de Napoléon par exemple). Le libéralisme classique prend sa source dans le droit anglais et romain.
Le libéralisme classique ne se prononce pas sur la forme institutionnelle de l’État, contrairement au néolibéralisme, mais seulement sur l’étendue de ses pouvoirs. Il préfère néanmoins les dispositions qui permettent de limiter effectivement ces pouvoirs, comme la démocratie et la séparation des pouvoirs.
Le libéralisme classique ne reconnaît pas de droits particuliers aux majorités, même démocratiquement élues. De la même façon qu’il interdit à un plus fort d’imposer sa volonté à un plus faible, il interdit à un plus grand nombre d’individus d’imposer leur volonté à un plus petit nombre. Le rôle de l’État libéral n’est pas de faire régner la loi de la majorité, mais au contraire de protéger la liberté des individus et des minorités contre les plus forts et les plus nombreux. En particulier, le libéralisme classique refuse qu’une majorité, même démocratique, puisse étendre le domaine d’action exclusif de l’État au-delà de l’État minimal.
Cette philosophie politique pourrait se résumer en trois citations :
- Michel de Montaigne : « Les princes me donnent prou s’ils ne m’ôtent rien, et me font assez de bien quand ils ne me font point de mal ; c’est tout ce que j’en demande » (nota : prou signifie beaucoup) ;
- Jean-Baptiste Say : « À la tête d’un gouvernement, c’est déjà faire beaucoup de bien que ne pas faire de mal » ;
- Frédéric Bastiat : « N’attendre de l’État que deux choses : liberté, sécurité. Et bien voir que l’on ne saurait, au risque de les perdre toutes deux, en demander une troisième »[18].

Ces positions ont été développées au XXe siècle par l’École des choix publics, qui analyse les actions de l’État comme celles d'une organisation comme les autres (qui défend les intérêts particuliers de ceux qui la composent ou qui la soutiennent) et constate la non-existence de l’« intérêt général » (dans la mesure où il est impossible d'en donner la moindre définition ou caractéristique). Cette vision de l'État rejoint celle des penseurs de l'immoralisme, et s'éloigne de l'idée de justice, défendue traditionnellement par le libéralisme classique.
Les libertariens ou anarcho-capitalistes, affirment que la sphère des attributions légitimes du pouvoir politique est vide, et que le risque pris en confiant à l’État le monopole de la violence est trop grand pour valoir d’être couru : ils considèrent donc l’État comme un ennemi et prônent sa disparition totale et la fin du politique ; l'économiste anarcho-capitaliste Hans-Hermann Hoppe, quant à lui, estime dans son ouvrage Democracy: The God That Failed que la monarchie est un moindre mal par rapport à la « démocratie » pour contenir l'État, même s'il souhaite ce qu'il appelle une « société de droit privé ». Cependant, Hans-Hermann Hoppe parle de monarchie absolue et non de monarchie constitutionnelle. Il rejette également les Lumières. Aussi, la proximité de certains libertariens avec l'extrême droite et leur rejet de l’État de droit les distinguent du libéralisme.
Les démocraties modernes sont qualifiées de libérales car y sont institués l’État de droit, la séparation et la limitation des pouvoirs ainsi que la liberté de la presse. Elles prennent soit la forme d’une République (exemple : Allemagne, Inde, France) soit d'une monarchie constitutionnelle (exemple : Espagne, Norvège, Pays-Bas, le Royaume-Uni et son Commonwealth, Suède).

## Courants
Pour Leo Strauss, le libéralisme ancien (le républicanisme classique) et moderne sont radicalement opposés. Strauss accuse le libéralisme moderne d'être une forme de nihilisme, glorifiant le travail et le règne de l'utile. Pour les Anciens, l'Homme ne se réalise pas par le travail, mais cultive son individualité, son humanité, en recherchant la connaissance pour elle-même. La liberté est perçue comme un privilège et non comme quelque chose d'acquis. La liberté des Anciens est tournée vers le civisme et la raison, tandis que celle des modernes est fondée sur le contrat social et la démocratie libérale. Pour les modernes (les libéraux classiques et contemporains), la liberté est négative.
Dans le domaine économique, le libéralisme économique soutient l'initiative privée, le libre-échange et son corollaire l'économie de marché. Il est ainsi congruent avec le capitalisme, à la différence du socialisme défendant la propriété collective, mais il peut aussi être considéré comme opposé au capitalisme en raison des logiques de concentration et d'accumulation sur lequel repose ce dernier, comme le fait Valérie Charolles dans Le libéralisme contre le capitalisme en se fondant sur Adam Smith et sur la différence entre pratiques, normes, théories et discours en économie. Sur le plan social et politique, le libéralisme classique veut limiter les obligations imposées par le pouvoir, au nom de la propriété privée, au profit du libre choix et de l'intérêt de chaque individu indépendamment des autres,. Il prône des pouvoirs politiques encadrés par une loi librement débattue et défend un État de droit et des contre-pouvoirs. La question de l'articulation entre « libéralisme économique » et « libéralisme politique » reçoit des réponses variées,,.
Ainsi le libéralisme peut se manifester paradoxalement de façons diverses, voire opposées. Le « libéral » peut être suivant le cas celui qui exige de l'État qu'il brise une tradition qui contraint la liberté de l'individu (caste, statuts, discriminations ou privilèges), celui qui défend la liberté de pratiquer une tradition (pour la religion par exemple). Sur le plan économique certains libéraux souhaitent que l'État intervienne pour donner une capacité d'action économique (en luttant contre un monopole, la pauvreté, le manque d'éducation ou d'investissement), quand d'autres s'opposent à l'intervention du pouvoir dans la sphère économique (dans le respect de l'initiative privée, de la libre concurrence, de l’égalité de traitement). Les limites à fixer à l'action de l'État, ainsi que les modalités de l'action publique, notamment aux rôles respectifs de l'action administrative et de la loi, sont donc sujets à débat au sein même du libéralisme. La plupart des libéraux considèrent que l'action de l'État est nécessaire à la protection des libertés individuelles, dans le cadre de ses fonctions régaliennes, et nombre d'entre eux (comme Adam Smith, Raymond Aron, Karl Popper ou Benedetto Croce) acceptent et même recommandent certaines interventions de l'État dans l'économie, notamment en matière de contrôle et de régulation. À l'opposé, les libertariens refusent à l'État toute légitimité dans quelque domaine que ce soit. Ceux-ci se distinguent du libéralisme, en rejetant l'État de droit et en défendant des idées très libérales voire libertaires.
Au libéralisme classique, fondé davantage sur la liberté en tant que droit négatif (limiter le champ d'action pour permettre l'expression de la liberté de tous), s'oppose entre autres le libéralisme social ou socialisme fondé sur la liberté en tant que droit positif (protection exigée du souverain contre la misère matérielle ou la pression morale communautaire, quitte à accorder au souverain un droit de coercition sociale à cette fin). L'égoïste Max Stirner apporte des arguments instructifs contre le libéralisme politique et social, dans son ouvrage L'Unique et sa propriété.
Max Weber a souligné le fondement commun et le même socle anthropologique de tous les libéralismes : l'individu. Aussi, la domination de l’État par la société et l’absorption de l’État dans la société n’ont rien à voir avec les idées défendues par le libéralisme classique. L'État, après avoir été maitre de l'individu, doit se mettre à son service. Si ce n'est pas le cas, selon la thèse classique, le régime peut être officiellement libéral, mais demeure toujours illibéral sur le fond,. Le libéralisme s'oppose aux doctrines collectivistes, jugées antilibérales ou trop libérales, mais aussi à l'amoralisme (Machiavel, Mandeville, etc.). Dans le champ politique, le libéralisme s'inscrit dans l'héritage des doctrines du droit naturel ; en résumé, le passage de l'État nature à l'État civil s'établit sur la base d'un volontariat émanant d'individus libres. Dans le champ économique, il s'inscrit dans l'héritage des doctrines éthiques, qui stipulent que l'intérêt général est le produit de la combinaison des intérêts particuliers, élaborées par Baruch Spinoza et Blaise Pascal.

### Différentes formes de libéralisme
On distingue trois formes spécifiques de libéralisme :
- le libéralisme politique au sens étroit concerne l'organisation des droits politiques, tel est l’objet du principe de la « séparation des pouvoirs » ;
- le libéralisme économique ;
- le libéralisme culturel au sens large concerne un mouvement de sécularisation de la politique sur toute question de société comme l'indépendance de la politique vis-à-vis de la religion, de la morale, etc. Il se fonde sur le relativisme.

Selon les libéraux, c'est une erreur de séparer différentes formes de libéralisme, car toutes sont des conséquences indissociables d'un seul et même principe philosophique de liberté, d'égalité, de tolérance et de justice. Ce courant est souvent appelé « libéralisme classique » pour le distinguer du libéralisme moderne. Pour ses partisans, il n'y a pas grand sens à séparer les dimensions du libéralisme qui, historiquement autant que théoriquement, sont profondément liées parce qu'elles appartiennent fondamentalement au même mouvement de pensée et à la même vision d’ensemble de l’ordre social.

### Libéralisme économique
Du point de vue de la théorie économique, il est possible de distinguer l'école néoclassique des autres écoles telle que l'École autrichienne d'économie moderne, ou telle que l'école des choix publics étudiant l'instrumentalisation massive de la puissance publique par les lobbys de financiers, de médias, ou d'électeurs.
Depuis Adam Smith et sa théorie de la main invisible, le libéralisme économique repose en particulier sur une vision de l'homme comme être rationnel guidé par son intérêt privé.

#### Courants du libéralisme économique
Les historiens des idées politiques s'intéressent aux courants qui se sont réclamés du libéralisme à différentes époques et en différents lieux. Ils distinguent ainsi plusieurs variétés dans les courants libéraux.
Il existe plusieurs courants de pensée libéraux qui se différencient notamment par leurs fondements philosophiques, par les limites et les fonctions qu’ils assignent à l'État, et par le domaine auquel ils appliquent le principe de liberté (économie, institutions politiques, domaine social).
Le libéralisme a connu une fracture assez profonde à la fin du XIXe siècle, date à laquelle on a commencé à distinguer notamment en Angleterre, le libéralisme classique du nouveau libéralisme appelé aussi parfois social-libéralisme. John Maynard Keynes, dans la Théorie générale, a assimilé l'économie classique avec la loi de Say ou, dit de façon plus schématique, avec ceux qui prônent l'autorégulation des marchés. S'il a contribué par là à donner une signification forte à ce que pouvait désigner le libéralisme classique sous l'angle économique, cela ne va pas sans prêter à confusion. En effet, les grands économistes classiques anglais tels que David Ricardo ou John Stuart Mill auxquels l'expression peut faire penser sont considérés par Élie Halévy comme le versant économique de ce qu'il appelle le radicalisme philosophique et peuvent donc de ce point de vue être vus comme plus proches du social-libéralisme que du libéralisme classique qui à ce niveau a des racines plus continentales. En plus de ces deux courants, on peut citer le libertarianisme (minarchisme, agorisme et anarcho-capitalisme).

#### Le marché comme institution
Le marché a un rôle central dans le libéralisme. Dès les premiers essais libéraux, le marché apparait comme canalisateur des libertés concurrentes et des intérêts particuliers au sein de la société. Pour la théorie libérale, la transformation de ces intérêts particuliers en amélioration pour tous se fait par le marché, sans lequel les intérêts divergents seraient destructeurs (en s'exprimant sous d'autres formes que le commerce). Ce processus porte, dans la théorie libérale, le nom de « rôle pacificateur du marché ».

#### Libéralisme et oligopoles
Compte tenu d'un risque naturel de constitution de cartels (ou trusts), toutes les grandes démocraties occidentales se sont dotées de lois antitrusts comme le Sherman Antitrust Act, qui visent à rétablir la fluidité des rapports économiques et protéger voire institutionnaliser la libre concurrence. Cette protection de la libre concurrence est considérée comme une gageure par certains économistes, à l'instar de ce qu'à pu écrire Alan Greenspan en 1962. D’autres ajoutent que les lois qui régissent le comportement des entreprises doivent être les mêmes pour toutes indépendamment de leur taille, et que toute discrimination reposant sur la taille des entreprises est illégitime et contre-productive. D'autres encore considèrent à l'inverse que le libéralisme suppose l'existence de lois antitrust garantissant la pérennité de la concurrence sans obstruction des entreprises géantes, tout en demandant à l'État de garder son rôle d'arbitre, et non de joueur. Faute d'un État fort, il serait par exemple difficile d'interdire les pratiques de vente liée, qui entravent par définition la libre concurrence. C'est pour la même raison – interdiction d'entente entre des producteurs économiques, mais cette fois-ci des ouvriers – que la grève fut quelque temps au XIXe siècle considérée comme activité illégale.

#### Externalités économiques et l'environnement
L'économie post-industrielle, malgré le développement des technologies de l'information et de la communication en apparence peu consommatrices de ressources naturelles continue d'être fortement dépendante en ressources naturelles (énergies fossiles, matières premières).
Dès le début du XXe siècle, Arthur Cecil Pigou, dans ses travaux sur l'économie du bien-être, va prendre en considération les effets non désirés qui peuvent découler d'une relation marchande en inventant la notion d'« externalités ». Pigou proposera par la suite la création d'une taxe qui portera son nom pour corriger les externalités négatives, ce qui donnera plus tard naissance au principe du pollueur-payeur en matière d'environnement.
Aujourd'hui encore, les modèles économiques continuent d'évoluer pour tenter de mieux intégrer les effets des croissances démographique et économique sur l'environnement, notamment l'épuisement des ressources naturelles non renouvelables.

### Libéralisme culturel

#### Social-libéralisme
}

## Histoire

### Précurseurs du libéralisme, de l'Antiquité à la Renaissance
L’humanisme de la Renaissance modifie profondément la définition du rapport de l'homme à la création, au pouvoir, à l'éducation ou au religieux. Il en va du même des protestantismes, opposant la Providence au libre-arbitre. La fidélité à l'ordre de la tradition est remise en cause par la Réforme au profit de l'arbitrage de la raison de l'individu éclairé. La religion devient alors une affaire privée, ce qui favorise son déclin dans l'organisation politique de l'occident.
Leo Strauss considère que le libéralisme moderne tire ses racines de la pensée philosophique antique. Socrate est le premier à formuler officiellement des idées libérales.
La scolastique de l'École de Salamanque préfigure le libéralisme (XVIe siècle) faisant obligation morale au souverain de respecter les droits fondamentaux de chaque être humain au motif de sa nature de créature de Dieu, douée de raison,,, ou plus anciennement par les chartes médiévales (telles la Magna Carta) introduisant des droits fondamentaux dont le respect est exigé du souverain, ou encore par certains pans de la philosophie thomiste, eux-mêmes précédés par le principe de justice naturelle d'Aristote.
Dès le XVIe siècle, les philosophes de l'école de Salamanque reformulent la notion de droit naturel héritée d’Aristote, des stoïciens, de Cicéron et de Thomas d'Aquin, et en déduisent les principes de souveraineté du peuple et de séparation des pouvoirs. Dans le domaine économique, ils justifient[Comment ?] la propriété privée, la libre circulation des personnes et des biens et défendent[pourquoi ?] le libre marché.

### Libéralisme classique duXVIIeauXVIIIesiècle

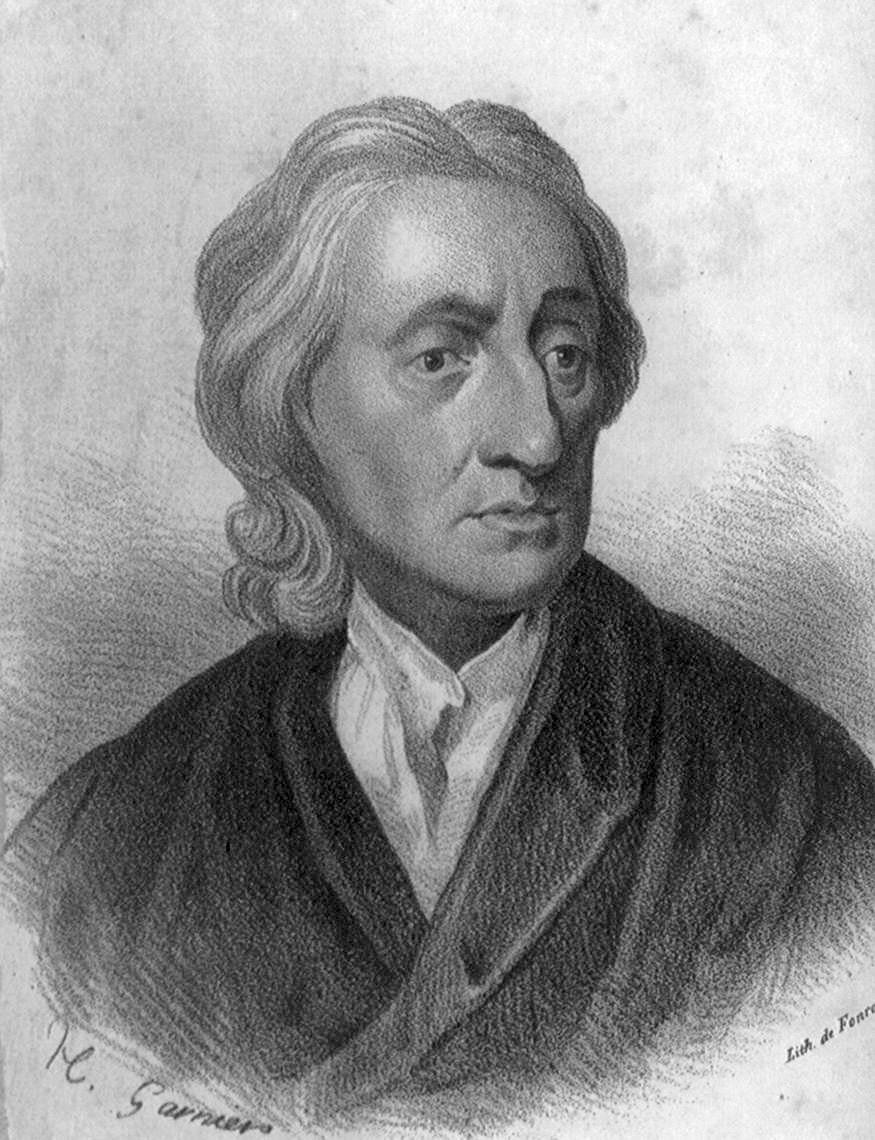
Les théories politiques de John Locke sont parmi celles qui fondèrent le libéralisme.

Les philosophes comme Spinoza font de la négation du libre arbitre, de la nécessité et du déterminisme, les ressorts de l'existence humaine dans le but de les soustraire à l'influence culpabilisante des Églises.
La pensée libérale se construit entre le milieu du XVIIe siècle et le milieu du XVIIIe siècle, sous l’impulsion des philosophes des Lumières, en opposition à l’absolutisme politique légitimé par des conceptions religieuses. Les théoriciens du libéralisme sont nombreux et divers. Pour n’en citer que quelques-uns parmi ceux reconnus comme « grands penseurs libéraux » à la naissance du libéralisme, on évoquera John Locke au XVIIe siècle, Turgot ou Smith au XVIIIe siècle. La diversité de leurs écrits ne peut se comprendre qu'en fonction du contexte historique avec lequel ils étaient en interaction.

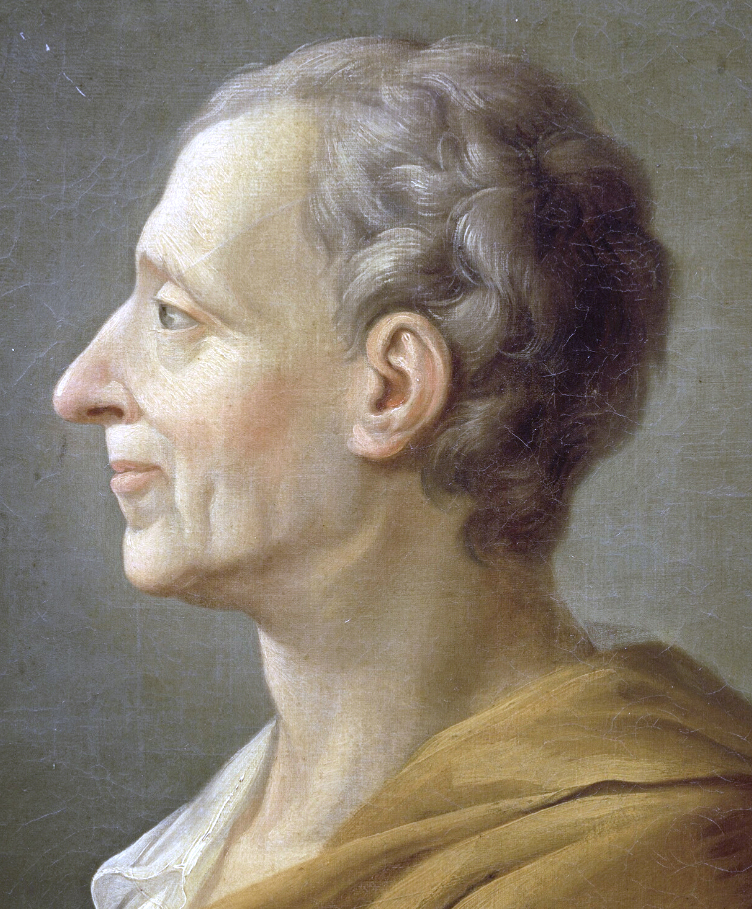
Il n’y a de liberté, pour Montesquieu, que si « le pouvoir arrête le pouvoir ».

La date des débuts formels du libéralisme ou de ses composantes politiques, économiques ou religieuses diffère selon les auteurs. De nombreux auteurs font commencer le libéralisme avec la Lettre sur la tolérance de John Locke (1689) qui complète les racines préexistantes.
Ainsi, John Locke pose ce qui deviendra les fondements de la philosophie libérale moderne, avec l’« état de droit », en organisant et en développant ses thèmes principaux : théorie des droits naturels, limitation et séparation des pouvoirs, justification de la désobéissance civile, affirmation de la liberté de conscience, séparation de l’Église et de l’État, avec sa Lettre sur la tolérance de 1689, où il combattit les doctrines religieuses intolérantes.
Hume, Condillac et Montesquieu, quant à eux, développent les conséquences de leurs positions philosophiques libérales dans les domaines politique et économique. Montesquieu (1689-1755), faisant face au pouvoir absolu de la monarchie française se soucie alors principalement d’instaurer une séparation des pouvoirs afin de limiter les abus du pouvoir exécutif du roi et garantir ainsi les libertés du Parlement et de la Justice avec L’Esprit des lois (1748). Il articulera une pensée républicaine et libérale, et défendit ainsi « la vertu civique, l’amour de la patrie et la liberté ». Cette vertu est défendue par les jacobins lors de la Révolution française.
Parallèlement, avec le développement de la circulation des échanges en Europe, des penseurs comme Turgot et Adam Smith, prennent soin de rattacher leurs revendications pour les libertés économiques aux racines philosophiques du libéralisme, face à l'administration étatique alors très prégnante. Adam Smith reste ainsi l'un des principaux théoriciens du libéralisme économique en fondant une théorie économique selon laquelle « les vices privés font le bien public », une intuition d'abord développée par Bernard Mandeville dans sa Fable des abeilles. L’école libérale dite « classique » se constitue alors comme une pensée cohérente englobant tous les domaines de l’action humaine étudiés à cette époque.
Le libéralisme a exercé une profonde influence sur plusieurs grandes révolutions et traditions politiques — anglaise, américaine, française — qui ont permis l'émergence des « démocraties libérales ».
Depuis la « glorieuse révolution » anglaise de 1688, par laquelle les libéraux anglais chassèrent le roi Jacques II, le parlement anglais a institué une république et un régime représentatif, qui s’inscrit dans la continuité de la tradition libérale anglaise qui a poursuivi graduellement les améliorations des libertés politiques (Magna Carta, Bill of Rights, Habeas corpus) qui fit de l'Angleterre de l'époque le pays le plus libéral du monde. La voie libérale en Grande-Bretagne est donc née des particularités du droit anglais et de l'histoire propre au pays.
La mise en place des nouvelles libertés à la suite des glorieuses révolutions s'est introduite très rapidement dans le domaine économique et a contribué ainsi au développement économique selon David Hume, important penseur des Lumières écossaises. Voltaire, autre philosophe libéral de la même époque, louait ainsi le gouvernement britannique : « le commerce, qui a enrichi les citoyens en Angleterre, a contribué à les rendre libres, et cette liberté a étendu le commerce à son tour ».

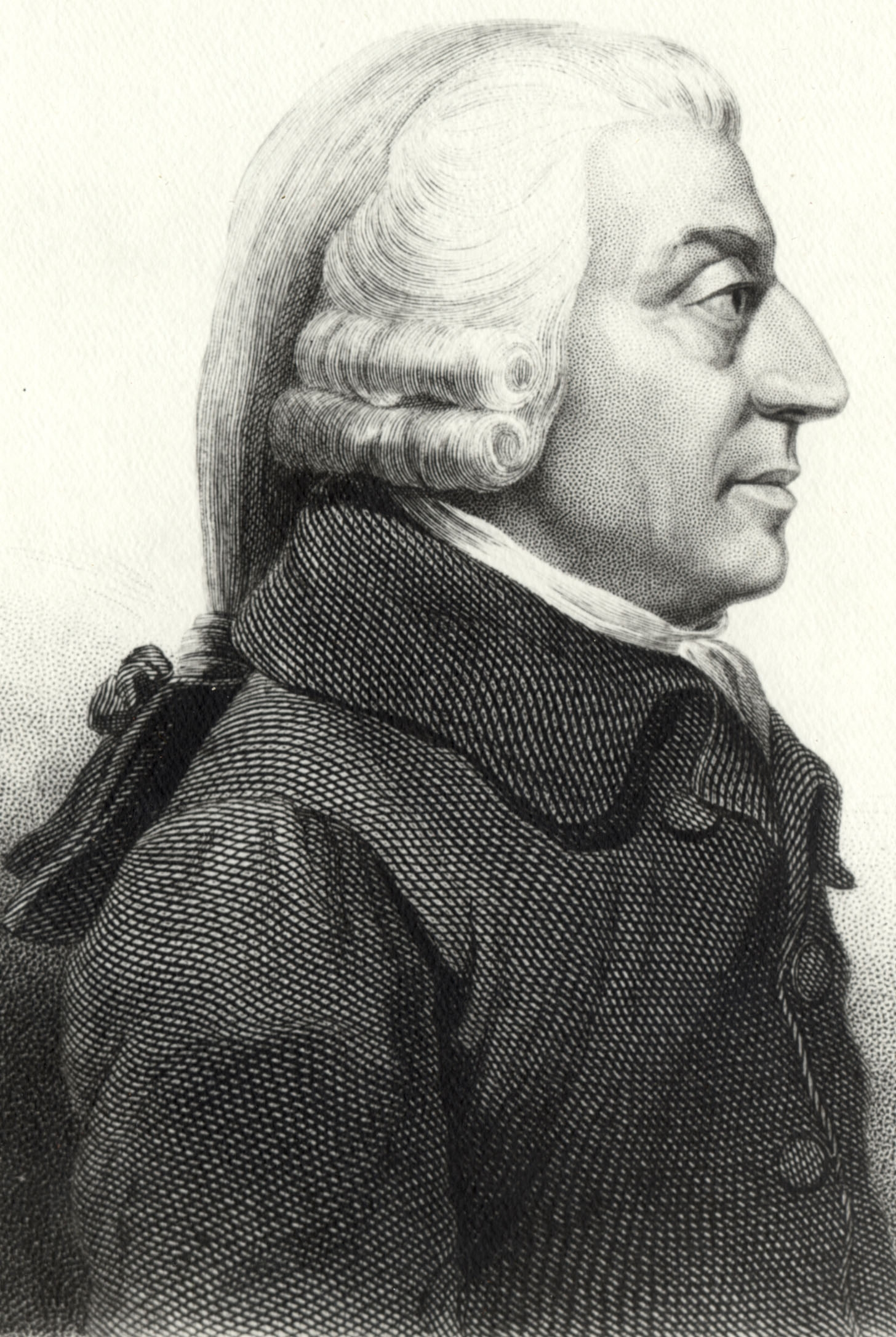
Adam Smith a théorisé les bases de l'économie de marché.

Quelques décennies avant la Révolution française, la France se fondait sur plusieurs principes du libéralisme, avec le ministère Turgot, influencé sans doute par le mouvement physiocrate. C'est pourquoi une partie des élites, notamment bourgeoises, ayant soutenu la Révolution française de 1789 et dirigé le pays après la chute de la monarchie constitutionnelle, était partisane du libéralisme qui se traduisait en France par une pensée subversive à l'encontre de la monarchie absolue de droit divin. La relation entre le libéralisme et la Révolution française est complexe puisqu’il est permis de les concevoir à la fois selon la continuité et comme deux termes opposés. Car avant d’être celle de la Terreur, la Révolution française est celle des droits de l’homme et aussi l'héritière de l'Ancien Régime. La Révolution française s'inscrit initialement dans le texte de la Déclaration des droits de l'homme et du citoyen qui est interprétée comme un rappel du droit naturel et des libertés économiques. La prédominance de l’esprit « révolutionnaire » sur l’esprit « démocrate » est née de la radicalité des révolutionnaires à vouloir recommencer à neuf leur histoire, à la différence des Américains, qui n'avaient pas d'Ancien Régime à détruire.
La Révolution française a montré que la tradition libérale pouvait se séparer et s'alimenter en plusieurs courants : un courant plus conservateur (Edmund Burke) considérant que les principes individualistes sont incapables de fonder le lien social, le deuxième plus radical (Thomas Paine) défend une réforme permanente de la société. Un autre plus classique a conduit à s'interroger sur la première révolution, la révolution de 1793 ou les résultats de la Terreur et le consulat puis la Restauration. Les écrits ou débats de la période qui suit la Terreur (Germaine de Staël, Tocqueville et Benjamin Constant) font apparaitre l'hétérogénéité de « l'esprit de 1789 » avec « l'esprit de 1793 » mais aussi une défense de la liberté politique qui repose sur la condition égalitaire de tous les citoyens au pouvoir politique. C'est le but du célèbre discours, De la liberté des Anciens comparée à celle des Modernes, prononcé à l'Athénée royal de Paris par Benjamin Constant en 1819. Il faut aussi préciser la relation entre le libéralisme et le rousseauisme, ce qui permet de nouer les deux histoires, puisque Benjamin Constant et Emmanuel Kant affirment la revendication inévitable d’égalité et la norme de l’intérêt général, évoquant le pluralisme dans les démocraties libérales.

### De la révolution industrielle à l'époque contemporaine

#### Libéralisme triomphant auXIXesiècle
Le début du XIXe siècle voit l’approfondissement des idées libérales, en politique avec le libéralisme moderne, et Hegel.

##### France

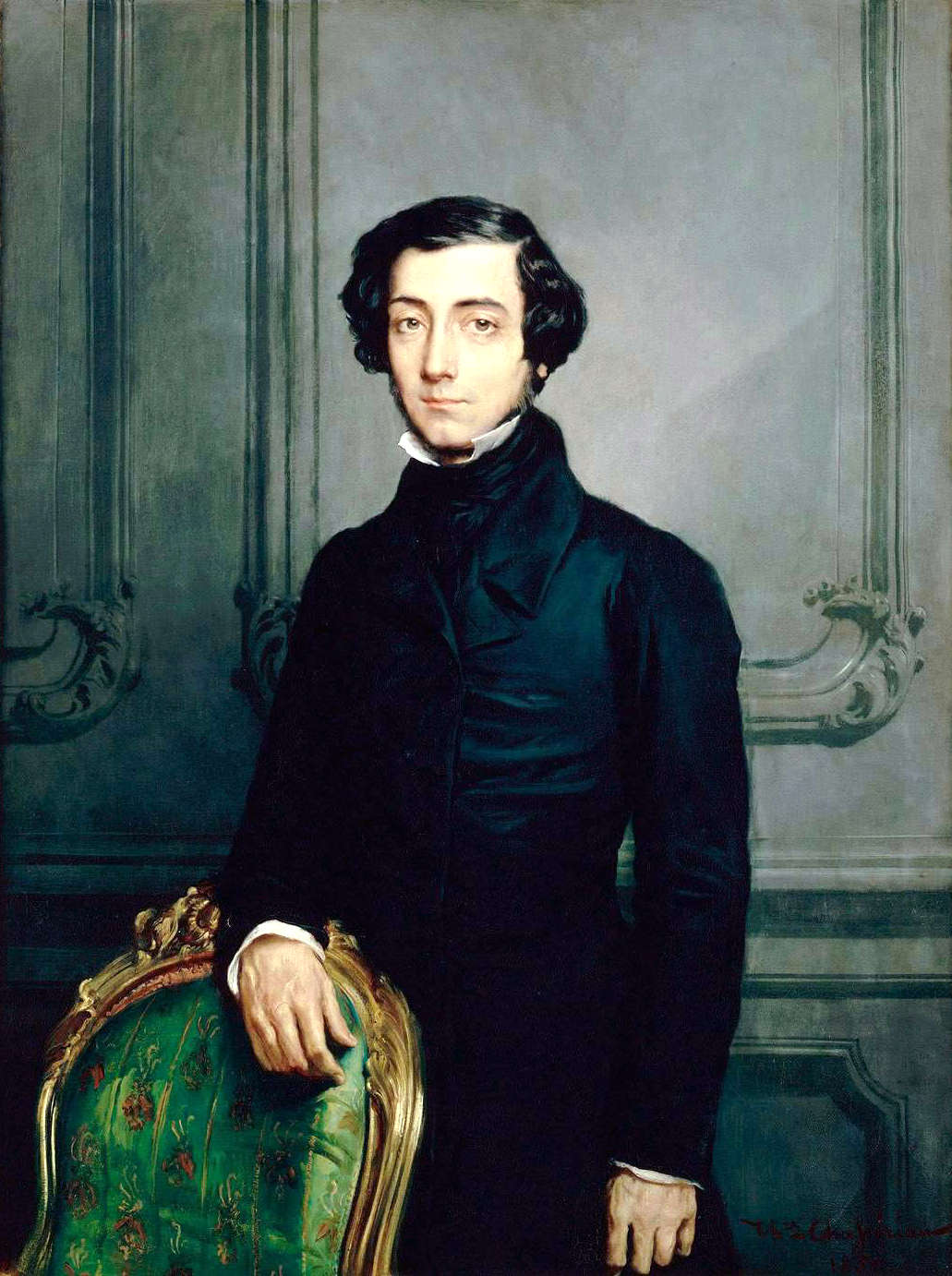
Tocqueville, penseur politique et historien français du XIXe siècle.

Au début du XIXe siècle, le libéralisme réside, selon Paul Bénichou, dans « l’adhésion aux institutions et aux valeurs issues de la Révolution française » : liberté, égalité, laïcité, progrès. Le libéralisme est alors une doctrine qui voit dans la liberté un principe absolu, et qui rejette toute métaphysique, tout dogmatisme. L’ambition d’établir une foi nouvelle sur les ruines des anciennes croyances détruites par la Révolution (ambition portée notamment par les catholiques, contre-révolutionnaires et saints-simoniens) est déniée par les libéraux ; ceux-ci professent au contraire la liberté absolue des doctrines.
Selon Tocqueville, le modèle américain tient à sa coupure radicale avec l’aristocratie européenne. La révolution américaine manifesterait ainsi une prédominance de l’esprit « démocratique » sur l’esprit « révolutionnaire ». Elle fut riche d'auteurs libéraux, de Thomas Jefferson à Benjamin Franklin en passant par Thomas Paine. Certains des principes fondateurs du libéralisme sont contenus dans le préambule de la Constitution des États-Unis de 1787, ainsi que dans la Déclaration des droits de l'homme et du citoyen de 1789. La Convention de Philadelphie qu'adopta la Constitution des États-Unis, qui parachevait la conquête de l'Indépendance, fit l'admiration des démocrates et révolutionnaires français.

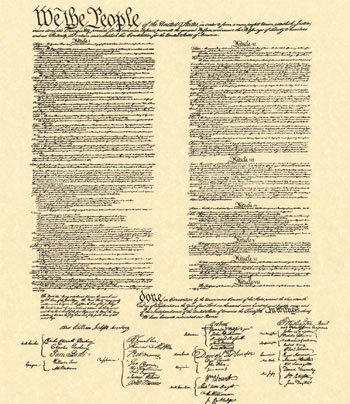
La Constitution des États-Unis de 1787 : We, the People…

Le renouveau du libéralisme se manifeste au travers de Benjamin Constant, d'Alexis de Tocqueville, de Jean-Baptiste Say et de Frédéric Bastiat. Le groupe de Coppet rassemble plus tard des opposants libéraux à Napoléon III.
Les libéraux classiques s’efforcent de diffuser largement leurs idées, s’opposant aux idées étatistes prédominantes dans les cercles du pouvoir, comme a pu le faire Tocqueville en traquant l'origine du goût des Français pour la toute-puissance de l'État.
La pensée économique française est alors marquée par les travaux de plusieurs penseurs libéraux : Jean-Baptiste Say, Frédéric Bastiat, Léon Walras.

##### Royaume-Uni
Les idées libérales se diffusent dans la vie politique occidentale, au point de devenir la « base continue » des systèmes politiques à partir du XVIIIe siècle selon Pierre Manent. Pour Raymond Aron, parlant de l'exemple britannique dans la première partie de L'Opium des intellectuels (1955), les idées libérales s'imposent au point d'être présentes dans les programmes de tous les partis et de ne plus nécessiter de parti spécifique.
Ricardo et John Stuart Mill sont les principaux représentants du libéralisme au Royaume-Uni.
À partir de la fin du XIXe siècle, des divergences apparaissent au sein du courant libéral qui portent sur le rôle et la nature des interventions de l'État. Un courant progressiste apparait avec L. T. Hobhouse qui tente de prendre davantage en considération les conditions sociales qui permettent la liberté de chacun.

##### Amérique du Sud
En Amérique latine, un premier libéralisme inspiré par Simon Bolivar et les révolutions françaises de 1789, 1830 et 1848, des idées jeffersoniennes et des théoriciens anglais de l'anti-absolutisme, parvient après des décennies de lutte contre les conservateurs à imposer les notions de république et de constitution. Ce premier libéralisme est surtout influent auprès de la bourgeoisie commerçante, des professions libérales et des professeurs ; les conservateurs, représentant plutôt les intérêts des propriétaires terriens et de l’Église, défendaient une certaine soumission aux anciennes métropoles coloniales, le maintien de l'esclavage et de l’État catholique. Après ces premières conquêtes, un second libéralisme entend poursuivre plus loin les réformes : passer du droit d’adhérer à un parti politique au droit d’adhérer à un syndicat, de l'abolition de l'esclavage à la reconnaissance du droit de grève, du droit de vote réservé aux seuls citoyens aisés au suffrage universel. Au début du XXe siècle, ce second libéralisme conduit au radicalisme argentin (représenté notamment par Hipólito Yrigoyen) ou au socialisme. Pour y faire face, l'oligarchie libérale est amenée à se rapprocher des conservateurs, ou à adopter le positivisme. C'est le passage du libéralisme classique au libéralisme moderne.

#### Libéralisme duXXesiècleface au keynésianisme et au marxisme

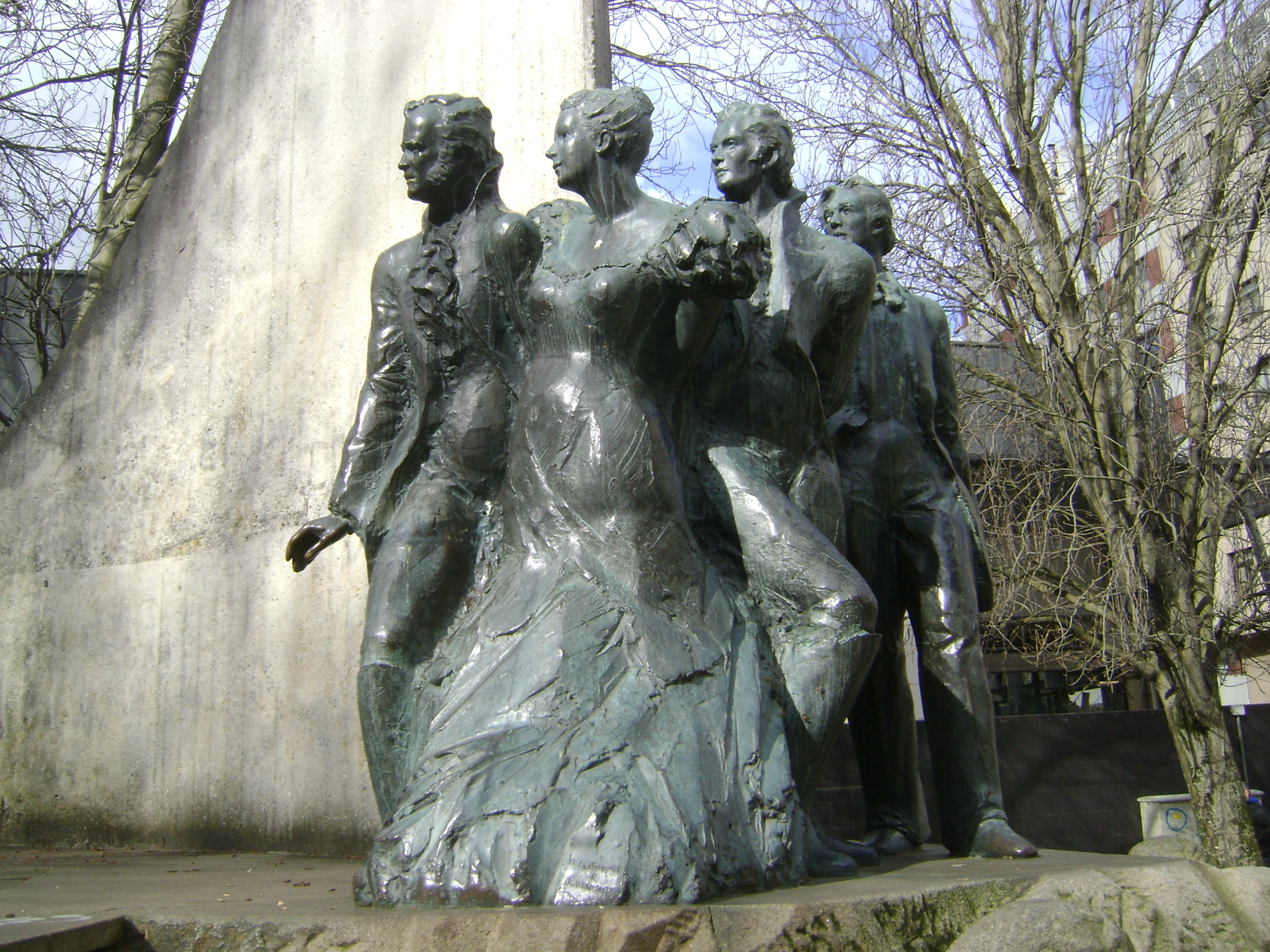
Monument aux libéraux du XIXe siècle dans le quartier Agra del Orzán, La Corogne, Galice, (Espagne).

Les doctrines libérales émergentes à la fin du XVIIIe siècle et au début du XIXe siècle insistent sur l'importance du mérite et du travail, contre les privilèges et l'arbitraire, contre le mercantilisme, contre le capitalisme oligarchique du clergé et de la noblesse.
Au début du XXe siècle, la philosophie libérale va ensuite être radicalement contestée, d’abord par la révolution russe de 1917 puis pendant l'entre-deux-guerres avec la crise économique de 1929, les socialismes de gouvernement (notamment la Seconde République espagnole et le Front populaire français), l'émergence du fascisme et du national-socialisme. L'influence des doctrines opposées aux sociétés libérales entraîne une redéfinition du rôle et des contours de l'État dans le sens d’une intervention croissante (économie étatisée pour le communisme, et État fort et dirigiste pour le nazisme).
Après la Seconde Guerre mondiale, la théorie libérale est aussi renouvelée par Bertrand de Jouvenel, Raymond Aron ou Karl Popper et Benedetto Croce. Le libéral britannique William Beveridge dans Social Insurance and Allied Services fournira également les bases de réflexion à l’instauration du Welfare State et du système de sécurité sociale en Europe occidentale. Dans les sociétés anglo-saxonnes, des divergences autour du libéralisme classique portent surtout sur le degré interventionniste et les idées keynesiennes depuis la création du FMI.
L'école néoclassique, comme l'école autrichienne, s'oppose au keynésianisme.

##### École autrichienne
Face à l'adversaire communiste ou national-socialiste, la tradition dite autrichienne (avec Ludwig von Mises, Friedrich Hayek, Murray Rothbard) opposera dès les années 1940 une théorie libérale capable d’éviter selon Hayek « la route de la servitude ».
On considère habituellement que la tradition autrichienne est issue de Carl Menger, généralement associé à Léon Walras et William Stanley Jevons dans l’invention du marginalisme. En réalité, ces trois auteurs ont soutenu des positions différentes sur de nombreux sujets, et sont à l’origine de trois écoles de pensée distinctes. L'école autrichienne découle ainsi spécifiquement des idées de Menger et elle prend corps progressivement, sous le nom d'école de Vienne ou d'« école psychologique ».
Sous l’impulsion de Carl Menger et de ses deux premiers disciples Eugen von Böhm-Bawerk et Friedrich von Wieser, la tradition économique autrichienne connaît un essor remarquable dans les trois premières décennies du vingtième siècle, pour se diviser ensuite en plusieurs courants.
L’école autrichienne étudie les processus de changement en plus des tendances à l'ajustement, considérant les états d’« équilibre » comme des constructions imaginaires utiles au raisonnement, notamment pour dégager les effets de l'incertitude, mais irréalisables et même impensables et naturellement incapables de justifier aucune norme.
Ses apports originaux se situent principalement dans les domaines où elle se sépare de l’économie néoclassique, c’est-à-dire ceux où le passage du temps, l’incertitude, les limitations intrinsèques de l’esprit humain et son libre arbitre jouent un rôle crucial, en particulier :
- la théorie de la monnaie et du crédit ;
- la théorie de la production et du capital ;
- la théorie des cycles et des crises économiques ;
- la théorie de l’entrepreneur et du calcul économique.

##### Ordolibéralisme
Ce sera, en Europe continentale, la mise en place de « l’économie sociale de marché », telle que théorisée par l'Allemand Wilhelm Röpke.

##### École de Chicago
Des débats qui opposeront l’école de Welfare de Pigou avec l’école du Public Choice (James M. Buchanan) ou l'école de Chicago (Milton Friedman, Ronald Coase).
Aujourd'hui, la philosophie libérale est portée notamment par des économistes comme Amartya Sen, des sociologues comme Raymond Boudon, et des romanciers comme Mario Vargas Llosa et Gabriel García Márquez.

## Libéralisme et partis politiques
Politiquement, plusieurs courants politiques se réclament du libéralisme. Selon les pays et les époques, il a tantôt opposé aux partis conservateurs au nom du progrès et des droits individuels tantôt aux partis de gauche au nom de la liberté d'entreprendre et du libéralisme économique. Dans plusieurs États, les partis libéraux sont centristes et forgent des coalitions tantôt avec la droite, tantôt avec la gauche.
Le parti whig, qui s'est formé à la fin du XVIIe siècle, et est devenu Liberal party au cours du XIXe siècle, est le plus ancien parti libéral du monde. Il a longtemps été le principal opposant au parti conservateur Tory, jusqu'à la Première Guerre mondiale, où le parti socialiste Labour le supplante. Le Liberal party a depuis assumé ouvertement l'idéologie social-démocrate et a fusionné en 1988 avec le parti social-démocrate, lui-même composé de modérés ayant quitté le Labour. Cette fusion produit le parti libéral-démocrate. Le parti libéral britannique est à l'époque contemporaine un parti de centre-droit.[réf. nécessaire]

## Critiques

### Critiques marxistes
Une objection, transversale à plusieurs courants de pensée, est que le « libéralisme philosophique » fait la promotion d'une liberté purement formelle. Des critiques, de nature marxiste ou psychosociologique, opposent les libertés formelles (droit de circuler, par exemple) aux libertés réelles (capacité économique de réellement circuler, par exemple). Ces critiques reprochent aux libéraux de favoriser les droits de l'individu sans se préoccuper des conditions d'existence de ces mêmes individus au sein de la société. Le conservateur Michel Villey rejoint sur ce point la pensée marxiste quand elle soutient que si les droits formels libéraux sont supposés profiter à tous, ils ne profitent en réalité qu'à ceux qui peuvent matériellement les exercer : les riches, les propriétaires. Villey émet une critique de la liberté négative, absence de toute contrainte.

### Critiques par les penseurs du communautarisme
Des auteurs, comme Charles Taylor, avancent que les présupposés individualistes du libéralisme ne trouvent pas de traduction concrète : l’unité sociale est essentiellement le groupe selon leurs observations, et l’individu ne peut être appréhendé dans sa totalité sur des bases uniquement et strictement individuelles. Selon le groupe qui est considéré, on trouve différentes variétés d'holisme prenant en compte des réalités collectives telles que l’entreprise, l’association, la famille. Selon ces critiques, l'individu ne peut pas être une force agissante ou se considérer de prime abord comme libre au sein d'une société de masse. Toutefois, il ne faut pas confondre l'individualisme avec l'égoïsme: l'individualisme est un dogme défendu par les libéraux et les libertaires, fondé autour des libertés et droits individuels. Ainsi, cela va à l'encontre de « l'égoïsme » randien, par exemple, car l'objectivisme est une doctrine libérale.
Pour Jean-Claude Michéa, libéralisme culturel et libéralisme économique sont les deux faces d’une même médaille : un système qui n’accepte plus de limites. Contre ce qu’il appelle la « métaphysique du Progrès », responsable, selon lui, de l’atomisation du monde contemporain, le philosophe mise sur la « décence ordinaire » des classes populaires.

### Critique autre
Max Stirner et Friedrich Nietzsche critiquent les libéraux justement parce que ces derniers prétendent que la raison d'État sert le plus grand nombre, alors qu'en réalité elle se placeraitau-dessus de la morale et du droit,.

### Critique islamique
Du point de vue islamique, le libéralisme est perçu comme étant une manifestation de la neutralité vis-à-vis des prescriptions divines. Cette neutralité s'oppose au principe fondamental de commandement du bien. Ainsi, d'un point de vue de l'Islam, il est nécessaire, en cas de survenance d'un méfait (consommation de substance illicite, alcool ou autre méfait même légal), que le musulman conseille son prochain, même si le consommateur pense augmenter son bonheur individuel (vision utilitariste du libéralisme). Le libéralisme est également en opposition aux principes musulmans dans le sens où il s'appuie sur un relativisme moral qui dicte une absolue neutralité vis-à-vis des affaires religieuses arguant l'absence de réalité absolue éternelle opposable. A bien d'autres égards, le libéralisme est perçu par les musulmans comme étant foncièrement incompatible avec leur livre sacré, le Coran.

### Critique anarchiste
En 1857, l'écrivain anarchiste Joseph Déjacque crée le néologisme libertaire en opposition à libéral, dans son pamphlet contre certaines idées misogynes de Pierre-Joseph Proudhon. Il décrit une contradiction des valeurs : "Anarchiste juste-milieu, libéral et non libertaire, vous voulez le libre échange pour le coton et la chandelle, et vous préconisez des systèmes protecteurs de l'homme contre la femme". Par cette critique radicale de l'anarchisme naissant, Joseph Déjacque enracine les idées anti-autoritaires et féministes de l'anarchisme et son antagonisme idéologique avec toute forme de libéralisme.

#### Ouvrages fondateurs
- John Locke, Deuxième traité du gouvernement civil, 1690.
- De l'esprit des lois, Montesquieu, 1748.
- Le commerce des grains: Projet de lettre au contrôleur général Bertin sur un projet d’édit, 1763.
- Réflexions sur la formation et la distribution des richesses, 1766.
- Théorie des sentiments moraux, Adam Smith, 1759.
- Recherches sur la nature et les causes de la richesse des nations, Adam Smith, 1776.
- Du commerce et du gouvernement considérés relativement l’un à l’autre par Étienne Bonnot de Condillac, 1776.
- Principes de politique, Benjamin Constant, 1815.
- De la liberté des Anciens comparée à celle des Modernes, Benjamin Constant, 1819.
- Traité d'économie politique, Jean-Baptiste Say, 1819.
- De la démocratie en Amérique, Alexis de Tocqueville, 1835-1840.
- Principes d'économie politique, John Stuart Mill, 1848.
- Essai sur les limites de l'action de l'État, Wilhelm von Humboldt, 1850,  (ISBN 2251390367).
- La Loi, Frédéric Bastiat, 1850.
- Harmonies économiques, Frédéric Bastiat, 1850.
- De la liberté, John Stuart Mill, 1859.
- La Route de la servitude, Friedrich Hayek, 1944,  (ISBN 2130553184).
- L'Action humaine, traité d'économie, Ludwig von Mises, 1949,  (ISBN 2251390375).
- La Grève, 1957.
- La Constitution de la liberté, Friedrich Hayek, 1960,  (ISBN 0226320847).
- La Liberté et le droit, Bruno Leoni, 1961,  (ISBN 2251390413).
- Milton Friedman (trad. de l'anglais), Capitalisme et liberté, Paris, Leduc.s éd., 1962, 316 p. (ISBN 978-2-84899-369-0).
- Théorie de la justice, John Rawls, 1971,  (ISBN 2020299763).
- Anarchie, État et utopie, Robert Nozick, 1974.
- Libéralisme politique, John Rawls, 1993 (édition utilisée Puf quadrige édition 2001).

#### Littérature secondaire

##### Encyclopédie en ligne et ouvrages d'introduction
- Oxford Handbooks online.
- Michael Freeden, Liberalism: A Very Short Introduction, Oxford, 2015.
- Henderson M.T. (dir.), The Cambridge handbook of classical liberal thought, Cambridge, United Kingdom ; New York, NY, Cambridge University Press, 2018, 313 p.
- Stanford Encyclopedia : article liberalism.
- 1976, D. J. Manning, Liberalism, London: J.M. Dent and Sons.
- 1993, Alan Ryan, “Liberalism”, In: Robert E. Goodin et Philip Pettit, dir., A Companion to Contemporary Political Philosophy, Oxford: Blackwell, pp291-311.
- 2012, Mathieu Laine, Dictionnaire du libéralisme, éd. Larousse, 720 p.

##### Ouvrages spécialisés
- Paul Bénichou, Le Temps des prophètes. Doctrines de l'âge romantique, Paris, Gallimard, 1977, 592 p. (en particulier le premier chapitre de l'ouvrage sur « Le libéralisme »).
- Patricia Commun, Les ordolibéraux: histoire d’un libéralisme à l’allemande, Paris, Les belles lettres, 2016, 416 p.
- Patricia Commun et Raphaël Fèvre, Walter Eucken, entre économie et politique, 2019.
- Gérard Cormier, Milton Friedman: vie, œuvres, concepts, Paris, Ellipses, 2002.
- Patricia Commun (dir.), L’ordolibéralisme allemand: Aux sources de l’Économie sociale de marché, CIRAC, 2003.
- Claude Polin, L'Esprit totalitaire, Sirey, 1977.
- Georges Burdeau, Le Libéralisme, Seuil, 1979,  (ISBN 978-2020051484).
- Pierre Manent, Histoire intellectuelle du libéralisme, Hachette Littérature, 1987,  (ISBN 978-2012788657).
- Mikael Garandeau, Anthologie du Libéralisme, Garnier-Flammarion, 1998,  (ISBN 2080730169).
- Pascal Salin, Libéralisme, Odile Jacob, 2000,  (ISBN 978-2738108098).
- Pierre Manent, Les Libéraux (anthologie), Gallimard, 2001,  (ISBN 978-2070763412).
- Pierre Manent, Histoire intellectuelle du libéralisme, Paris, Pluriel, 2012.
- Alain Laurent, La Philosophie libérale, Les Belles Lettres, 2002,  (ISBN 978-2251441993).
- Philippe Nemo et Jean Petitot (dir.), Histoire du libéralisme en Europe, PUF, 2006,  (ISBN 978-2130552994).
- André Jardin, Histoire du libéralisme politique: de la crise de l’absolutisme à la Constitution de 1875, Paris, Hachette littérature, 1985, 437 p.
- Alain Laurent, Le Libéralisme américain. Histoire d’un détournement, Les Belles Lettres, 2006,  (ISBN 978-2251443027).
- Jean-Claude Michea, L'empire du moindre mal : Essai sur la civilisation libérale, Paris, Climats, 2007, 209 p. (ISBN 978-2-08-120705-9).
- Catherine Audard, Qu'est-ce que le libéralisme ?, Folioessais, 2009.
- Gilles Kévorkian (collectif avec Gilbert Boss, Lucien Jaume, Justine Lacroix, Philippe Raynaud, et alli.), La pensée libérale. Histoire et controverses, Ellipses, 2010.
- Claude et Raymond Polin, Le Libéralisme. Espoir ou péril, Paris, Table ronde, 1984.
- Leo Strauss, Droit naturel et histoire, Champs Flammarion, 1999,  (ISBN 978-2080811585).
- Valérie Charolles, Le Libéralisme contre le capitalisme, Fayard, 2006,  (ISBN 978-2213630748) ; nouvelle édition revue et augmentée, Folio Essais, Gallimard, 2021 (ISBN 978-2072886607).
- C.B. Macpherson, La Théorie politique de l'individualisme possessif : De Hobbes à Locke, Gallimard, 2004,  (ISBN 978-2070316670).
- Jacques de Saint-Victor, Les Racines de la liberté : Le débat français oublié, 1689-1789, Perrin, 2007,  (ISBN 978-2262023799).
- Robert Leroux, Lire Bastiat : Science sociale et libéralisme, Hermann, 2008.

#### Critique du libéralisme
- [[Domenico Losurdo|Domenico Losurdo]], Contre-histoire du libéralisme, La Découverte, 2013, 392 p. (ISBN 2707183407).

#### Articles scientifiques
- Philippe Raynaud, Qu'est-ce que le libéralisme ?, Commentaire no 118, été 2007.
- « Le libéralisme, une philosophie sociale », Arnault Skornicki, Sciences Humaines, no 219, septembre 2010.
- Perreau-Saussine, Emile, Les Libéraux face aux révolutions : 1688, 1789, 1917, 1933, Commentaire, printemps 2005, p. 181-193. [PDF] .

### Instituts et centres de réflexion dédiés au libéralisme
- Mises Institute : centre d'étude du libéralisme proposant de nombreux ouvrages gratuits en libre accès.
- Institut Coppet : institut consacré à l'étude et à la diffusion du libéralisme proposant de nombreux livres en libre accès.
- Institut Montaigne : laboratoire d'idées libéral.
- GenerationLibre.